# Caleb Newbold Taylor

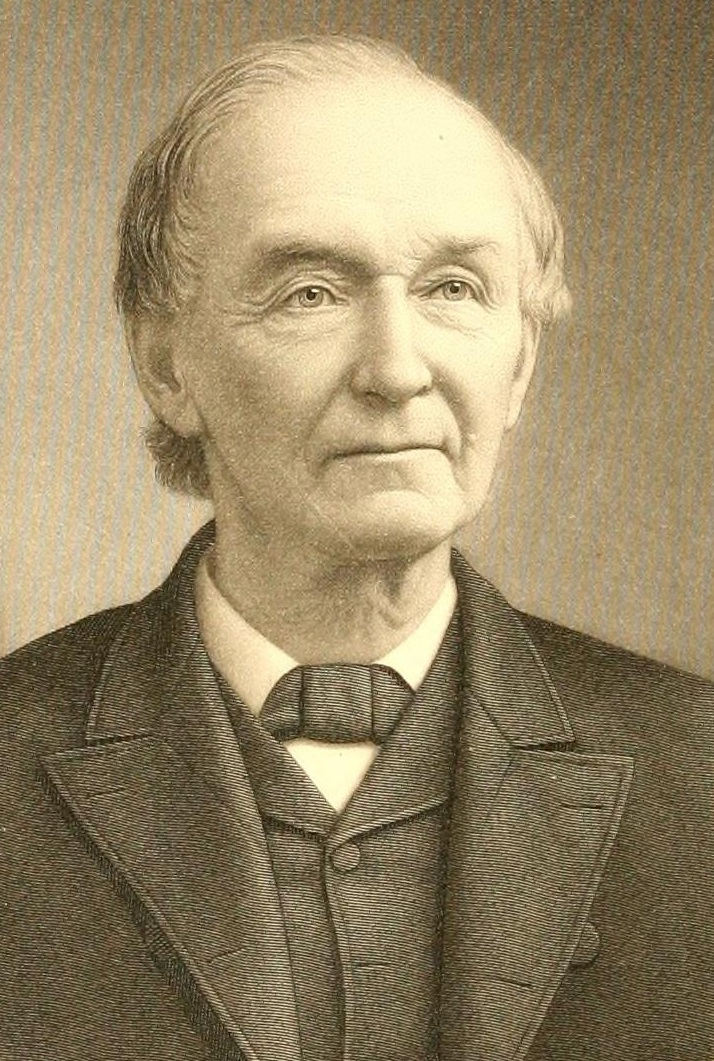
Caleb Newbold Taylor

Caleb Newbold Taylor (* 27. Juli 1813 bei Newportville, Bucks County, Pennsylvania; † 15. November 1887 ebenda) war ein US-amerikanischer Politiker. Zwischen 1867 und 1871 vertrat er zweimal den Bundesstaat Pennsylvania im US-Repräsentantenhaus.

## Werdegang
Caleb Taylor besuchte die öffentlichen Schulen seiner Heimat und arbeitete danach in der Landwirtschaft. Außerdem schlug er als Mitglied der Whig Party eine politische Laufbahn ein. In den Jahren 1848, 1850 und 1852 kandidierte er jeweils erfolglos für den Kongress. Nach der Auflösung der Whigs schloss er sich der 1854 gegründeten Republikanischen Partei an. Im Mai 1860 nahm er als Delegierter an der Republican National Convention in Chicago teil, auf der Abraham Lincoln als Präsidentschaftskandidat nominiert wurde.
Bei den Kongresswahlen des Jahres 1866 wurde Taylor im fünften Wahlbezirk von Pennsylvania in das US-Repräsentantenhaus in Washington, D.C. gewählt, wo er am 4. März 1867 die Nachfolge von Martin Russell Thayer antrat. Da er im Jahr 1868 gegen den Demokraten John Roberts Reading verlor, konnte er bis zum 3. März 1869 zunächst nur eine Legislaturperiode im Kongress absolvieren. Diese Zeit war von den Spannungen zwischen den Republikanern und Präsident Andrew Johnson geprägt, die in einem nur knapp gescheiterten Amtsenthebungsverfahren gipfelten. Caleb Taylor legte gegen den Ausgang der Wahl von 1868 Widerspruch ein. Als diesem stattgegeben wurde, konnte er am 13. April 1870 John Reading wieder aus dem Kongress verdrängen und seinen alten Sitz wieder einnehmen. Bis zum 3. März 1871 beendete er dort die angebrochene Legislaturperiode.
Nach dem Ende seiner Zeit im US-Repräsentantenhaus engagierte sich Taylor auch im Bankgewerbe. Von 1875 bis zu seinem Tod war er Präsident der Farmers’ National Bank of Bucks County mit Sitz in Bristol. Er starb am 15. November 1887 auf seinem Anwesen Sunbury Farm nahe Newportville.